# 巴茨 (密蘇里州)
巴茨（英語：Butts）是位於美國密蘇里州克勞福德縣的非建制地區。

## 歷史
巴茨的郵局於1902年設立，其後於1954年停運。

## 地理
巴茨所處的海拔為高於海平面221米（即725英呎），而該地所採用的時區為UTC-6，即北美中部時區（CST）。同時該地設有夏令時間，為UTC-6調快一小時，即UTC-5（CDT）。